# Малума
Хуан Луис Лондоньо Ариас (исп. Juan Luis Londoño Arias; род. 28 января 1994, Медельин, Колумбия), более известный по сценическому имени Малума (англ. Maluma) — колумбийский певец и композитор в жанре реггетон. Наиболее известен такими песнями, как «El Perdedor», «Felices los 4», «Sin Contrato», «Cuatro Babys» и «Borro Cassette». «El Perdedor» имеет более миллиарда просмотров на видеохостинге YouTube.

## Биография
Хуан Луис Лондоньо Ариас родился 28 января 1994 года в Медельине. В детстве увлекался футболом также любил пинг-понг, волейбол, и шахматы.

## Карьера
Малума начал свою музыкальную карьеру в 2010 году, записав несколько синглов. После того, как песня «Farandulera» стала местным радиохитом, Sony Music и её дочерний лейбл Sony Music Colombia подписали с исполнителем контракт на запись первого студийного альбома. В 2012 году Малума выпустил свой дебютный альбом Magia.
В 2014 году он был утверждён в качестве судьи/наставника в колумбийскую версию телешоу «Голос. Дети».
В начале 2015 года он выпустил микстейп под названием PB.DB The Mixtape, а конце года второй студийный альбом Pretty Boy, Dirty Boy, содержащий элементы реггетона, поп-музыки и городской музыки. Альбом получил «бриллиантовую» сертификацию в Колумбии, а синглы «Borró Cassette», «El Perdedor» и «Sin Contrato» входили в топ-10 хит-парада Billboard Hot Latin Songs.
Совместно с Шакирой в 2016 был выпущен сингл Chantaje.
В октябре 2017 года было объявлено, что Малума запишет официальную песню чемпионата мира по футболу 2018 года.
Певец был ограблен в России, когда приехал туда на чемпионат мира по футболу.
В 2018 годудва раза сотрудничал с Шакирой и выпустил синглы "Trap" и "Clandestino". В том же году состоялась премьера хита "El Prestamo". В 2018 также выпустил новый альбом "F.A.M.E". Выпустил хит "Mala Mia" летом того же года.
Весной 2019 года выпустил альбом "11:11". В это же время выпустил хит с Мадонной "Medellin".
В августе 2020 года выпустил альбом "Papi Juancho".
В 2021 году озвучил Мариано Гузмана в мультфильме-мюзикле «Энканто», который был создан студиями «Walt Disney Pictures» и «Walt Disney Animation Studios».
В 2022 году вышел фильм «Первый встречный», в главных ролях которого снялись Дженнифер Лопес, Малума и Оуэн Уилсон, а сам Малума сыграл Бастиана.

## Дискография
См. также «Maluma discography» в английском разделе.
Студийные альбомы
- Magia (2012)
- Pretty Boy, Dirty Boy (2015)
- F.A.M.E. (2018)
- 11:11 (2019)
- Papi Juancho (2020)

Микстейпы
- PB.DB The Mixtape (2015)

## Концертные туры
- Pretty Boy, Dirty Boy World Tour (2016—2017)[13]
- F.A.M.E Tour (2018)
- 11:11 WORLD TOUR (2019)